# PLATOn
PLATOn（プラトン）は、2007年10月1日から2010年9月30日までJ-WAVE・Brandnew Jで放送されていたラジオ番組。

## 概要・特徴
番組名は哲学者であるプラトンにちなんでいて、「夜に哲学しよう!」をテーマにしている。日替わりのテーマに関連するゲストをスタジオに招きテーマにまつわるトークをしている。
そのため、J-WAVEでは殆ど取り上げられることのない、アニメやサブカルチャーなども取り上げる（関連して桃井はるこやHIMEKAなどが出演している）。
また、番組の合間には内包番組・コーナーが組み込まれている。
2010年9月30日をもって番組終了した。

## 放送時間
- 月曜 - 木曜 22:00 - 23:45
2009年11月2日から2010年4月29日までは『HAPPY BIRTHDAY FOR CHILDREN』（23:42 - 23:45）放送のため、23:42で終了となっていた。

## ナビゲーター
- 渡部建（アンジャッシュ）

## コーナー・内包番組
- 22:30 - 22:40 ENTERTAINMENT EXPRESS
ナビゲーター：中野めぐみ。番組ナビゲーターの渡部も出演。
日替わりでさまざまなエンテーテインメント情報を紹介している。番組開始当初から2009年1月1日までは23:00 - 23:10に放送されていた。
- PLATOn ANNEX
2009年10月から開始したコーナー。週替わりで毎週1つのテーマについて哲学していく。

### 過去のコーナー
- クイズ アカデメイア （QUIZ AKADEMEIA）
  - 2008年1月から2009年1月1日まで22:30 - 22:40に放送されていた。その日のテーマに関するクイズにリスナーが電話で回答する。制限時間は15秒で、時間内なら何度間違っても構わないが、制限時間が切れる前に解答できなければ不正解になる。正解したリスナーには賞金としてスターバックスコーヒーのカード3000円分がプレゼントされる。不正解の場合は次の回にキャリーオーバーされる。スタバカードのキャリーオーバー最高金額は2008年8月28日木曜日の36,000円であった。
  - 本コーナー開始当初は回答の制限時間は設けられていなかったが、過去に正解が全くわからないリスナーに対して渡部がヒントを与えすぎ、リスナーを正解に導いたことがあり（2008年2月13日の「小悪魔」がテーマの回など）、このような事態を防ぐために制限時間を設けたと思われる。
  - 2008年6月のスペシャルウィーク期間中にはスタバカードではなく叙々苑の食事券1万円分が正解者にプレゼントされ、不正解の場合は翌日にキャリーオーバーされた。スペシャルウィークの最終日（木曜日）まで正解者が現れなかった場合は、他のリスナー数名に山分けされるというルールになっていた。
- Olio ANIMIX THEATER 思想の扉
番組開始当初から2007年12月末まで放送されていた。歴史上の人物を紹介していた。
- 二十歳（はたち）の頃
日替わりのゲストが自身の20歳の頃を振り返る。事前収録。このコーナー終了後にすぐ番組終了となるため、このコーナーの直前が実質番組の締めとなっていた。このコーナー自体は、2007年9月に終了した前番組『TOMORROW』から受け継がれた。
コーナーエンディング曲「やさしいうた」は2008年1月〜9月は元ちとせが歌うバージョンが、2008年10月以降はスネオヘアーが歌うバージョンが使われていた。
- 23:05 - 23:15 SWEET BLACK GIRLS
2009年1月5日から2009年9月30日まで23:05 - 23:15に放送されていた録音番組。ナビゲーターはRYUと後藤真希が担当していた。

## 構成作家
月・水曜日担当：塩沢航（N35 Inc.）
火曜日担当：内田ぼちぼち（N35 Inc.）
木曜日担当：近藤祐次（Delivery ozma）

## 番組が放送されている放送局
全てコミュニティ放送。
- J-WAVE・Brandnew J（『TOMORROW』に引き続き、サイマル放送実施）

| - ラジオふらの - FMアップルウェーブ - Be FM - ラヂオもりおか - せんだいラジオ3 - FMいずみ - BAY WAVE - ハーバーRADIO - エフエムポコ - SEA WAVE FMいわき - FM会津 | - FMぜんこうじ - いいだFM iステーション - FM KENTO - ラヂオは〜と - エフエムながおか - ラジオ・ミュー - City-FM - FM-Hi! - FM Haro! - Radio f - Port WAVE | - FM GENKI - FMくらしき - Hiroshima P-station - RADIO BINGO - FM NANAKO - Whale Station 76・2 - Dreams FM - City FM 764 - FRIENDS FM762 - Southern WAVE FM みやこ - コーストFM |

| J-WAVE・Brandnew J 月曜 - 木曜夜（22:00開始）のワイド番組 | J-WAVE・Brandnew J 月曜 - 木曜夜（22:00開始）のワイド番組 | J-WAVE・Brandnew J 月曜 - 木曜夜（22:00開始）のワイド番組 |
| 前番組                                                    | 番組名                                                    | 次番組                                                    |
| --------------------------------------------------------- | --------------------------------------------------------- | --------------------------------------------------------- |
| TOMORROW                                                  | PLATOn                                                    | HELLO WORLD （月曜-金曜）                                 |